# Schistometopum
Schistometopum — рід черв'яг родини товстошкірі черв'яги (Dermophiidae). 
До роду відносять два види: 
- Schistometopum gregorii зустрічається в Кенії та Танзанії;
- Schistometopum thomense є ендеміком Сан-Томе і Принсіпі;